# 봄 여름 가을 겨울 그리고 봄
《봄 여름 가을 겨울 그리고 봄》은 2003년에 개봉한 김기덕 감독의 한국 영화이다.

## 줄거리
영화는 다섯 개의 부분(표제된 계절)으로 나뉘며, 각 부분은 젊은 불교 승려와 그의 나이 든 스승의 삶의 단계를 묘사한다. 각 부분은 대략 10년에서 20년 간격으로 떨어져 있으며, 각 부분의 행동은 해당 계절에 일어난다. 이야기는 비교적 간단하게 전개되지만, 등장인물들의 행동에 대한 함의는 불교 상징과 도상의 존재에 의해 조용히 언급된다.

### 봄
젊은 불교도 제자가 한국의 고요한 숲이 우거진 산 속 호수에 떠 있는 작은 수도원에서 스승과 함께 살고 있다. 소년과 그의 스승은 기도와 명상의 삶을 살고 있으며, 오래된 노를 저어 호수 기슭에 도달하여 규칙적으로 운동을 하고 약초를 채집한다. 영화의 이 부분에서 수도원이 소유한 동물은 개이며, 이는 주인에 대한 충실을 나타내는 불교적 상징이다.
어느 날, 바위 언덕 사이의 시냇가에서 제자는 작은 돌을 끈으로 묶어 물고기를 괴롭히고 물고기가 헤엄치려고 애쓰는 것을 보며 웃는다. 얼마 지나지 않아 그는 개구리와 뱀에게도 똑같이 한다. 그의 스승은 이 세 가지 경우를 조용히 관찰하고, 그날 밤 그는 잠든 제자의 몸에 크고 매끄러운 돌을 묶는다. 아침에 스승은 제자에게 자신이 괴롭혔던 생명체들을 풀어줄 때까지 돌을 풀 수 없다고 말하며, 만약 그들 중 어느 하나라도 죽었다면 "영원히 마음속에 돌을 짊어지고 살아야 할 것"이라고 덧붙인다. 소년은 숲을 가로질러 등에 짊어진 짐과 씨름하며, 시냇물 바닥에 죽어 있는 물고기, 자신이 놓아두었던 곳에서 여전히 살아 꿈틀거리는 개구리, 그리고 다른 동물에게 공격받아 죽었을 것으로 추정되는 피웅덩이 속의 뱀을 발견한다. 스승은 소년이 뱀에게 자신이 한 일을 보고 심하게 울기 시작하는 것을 지켜본다.

### 여름
이제 십대인 도제는 숲길을 따라 수도원을 찾아 걷는 현대식 옷을 입은 모녀를 만난다. 이는 영화가 현대 시대에 일어난다는 것을 암시한다. 도제는 조용히 그들을 맞이하고 호수를 건너 수도원까지 노를 저어 데려다주는데, 이제 그곳에는 다채로운 수탉이 가족의 일원이 되어 있다. 불교 예술에서 이 새는 욕망과 갈망을 상징한다. 딸은 열병 증상을 보이는 불특정한 병을 앓고 있으며, 어머니는 딸을 치료하기 위해 스승에게 데려온다. 스승은 십대 소녀를 한동안 맡아주기로 동의하고, 어머니는 떠난다. 다음 며칠 동안 도제는 소녀에게 성적으로 끌리지만 너무 부끄러워 아무 말도 못 한다. 그러나 그녀가 부처상 앞에서 잠들어 있는 것을 발견하고는 그녀의 가슴을 만진다. 그녀는 깨어나 그를 때린다. 죄책감에 사로잡힌 도제는 끊임없이 기도하기 시작하는데, 스승은 이를 이상하게 여긴다. 도제의 어깨를 만지는 소녀는 그를 용서하는 듯하다.
결국 둘은 숲으로 들어가 성관계를 갖는다. 다음 몇 밤 동안 그들은 스승에게 관계를 숨기면서 같은 행동을 반복하다가, 스승이 그들이 노 젓는 배 안에서 잠들고 나체로 호수를 떠다니는 것을 발견한다. 그는 배의 배수구에서 마개를 뽑아 그들을 깨운다. 그는 분노나 실망을 표현하는 대신, 단지 도제에게 "욕정은 소유욕으로 이어지고 소유욕은 살인으로 이어진다"고 경고하며 소녀는 병이 나았으니 떠나야 한다고 말한다. 다음 날 아침 스승이 소녀를 호수 가로 데려다준 후, 도제는 상심하여 그날 밤 그녀를 쫓아 달아나는데, 수도원의 부처상과 수탉을 함께 가져간다. 그의 두 가지 절도 행위의 의미는, 새에 상징된 갈망에 짓눌려 있으면서도 부처상에 상징된 스승의 가르침이라는 "짐"을 함께 지니고 있다는 것이다.

### 가을
몇 년 후 가을에, 나이 든 스승은 인근 마을로 물건을 사러 갔다가 고양이를 배낭에 넣어 돌아온다.
우연히 그는 신문에서 전 도제에 대한 기사를 본다. 그는 아내 살해 혐의로 수배 중이다. 제자의 귀환을 예견한 그는 십대 승려의 옷을 직접 수선하고, 곧이어 도제는 호숫가에 있는 정신적인 문에 나타난다. 그는 분노로 가득 차 있으며, 다른 남자와 바람을 피운 아내를 찔렀던 피 묻은 칼을 들고 있다. 살기를 원치 않는 그는 자살 의식으로 눈, 입, 코를 봉인하고(각 봉인에 "닫힘"을 의미하는 한자를 쓴 후) 새로 돌아온 부처상 앞에 앉아 죽음을 기다린다. 스승은 그를 발견하고 무자비하게 때리며, 그가 아내를 죽였을지라도 그렇게 쉽게 자신을 죽이지 못할 것이라고 선언한다. 그는 피투성이 도제를 천장에 묶고 촛불을 켜서 천천히 밧줄을 태우게 한 다음, 고양이를 팔에 안고 꼬리를 검은 먹물 그릇에 담가 수도원 갑판에 반야심경을 쓰기 시작한다. 도제는 결국 떨어지고, 회개를 시작하며 머리를 자르고 마음을 가라앉히기 위해 한자를 나무에 새기라는 명령을 받는다.
두 명의 형사가 도제를 체포하기 위해 수도원에 도착하지만, 스승은 다음 날까지 그에게 과제를 마칠 시간을 달라고 요청한다. 도제는 밤새도록 작업을 계속하고 마치자마자 잠이 든다. 스승의 진정시키는 영향력에 이끌려 형사들은 노승이 도제의 조각품을 주황색, 녹색, 파란색, 보라색으로 칠하는 것을 돕는다. 이것 또한 그들의 마음을 가라앉히는 듯하다.
도제는 깨어나 평화롭게 형사들에게 끌려가는데, 고양이가 배 뒷좌석에 함께 앉아 있다. 불교에서 "고양이의 몸은 매우 영적인 사람들의 영혼이 잠시 머무는 곳"이다. 스승이 고양이를 다시 데려오는 것은(전 도제에 대한 정보를 얻기 전에), 그가 노년에 고독 속에서 어떤 형태의 내면의 평화를 얻었음을 보여주며 그의 죽음을 예고한다. 고양이가 도제와 함께 떠나는 것은 아마도 스승의 유언—도제도 내면의 평화를 찾기를 바라는 마음—을 상징할 것이다. 그들이 떠난 후, 스승은 자신의 삶이 끝났음을 알고 노 젓는 배에 화장용 장작을 쌓는다. 그는 도제가 수행했던 것과 같은 죽음 의식으로 종이로 귀, 눈, 코, 입을 봉인하고, 질식하고 불에 타 죽어가면서 명상한다. 그가 불길에 휩싸일 때 종이 봉인을 통해 스승의 눈물을 볼 수 있으며, 뱀 한 마리가 노 젓는 배에서 수도원으로 헤엄쳐 간다.

### 겨울
이제 중년이 된 도제는 얼어붙은 호수와 몇 년 동안 비어 있던 옛 집으로 돌아온다. 이 부분에서 동물 모티프는 뱀으로, 불교에서 분노를 상징한다. 그는 스승이 죽기 직전에 놓아둔 옷을 발견하고, 얼어붙은 노 젓는 배에서 스승의 이빨을 파낸다. 그는 얼음으로 부처상을 조각하고, 스승의 사리 (때때로 승려의 화장된 유해에서 발견되며 신성한 유물로 간주되는 작은 결정체)를 붉은 천에 싸서 폭포 아래 "제3의 눈"이 위치할 곳에 있는 상에 넣는다. 그는 안무적인 명상 자세에 대한 책을 발견하고 얼어붙는 날씨 속에서 수련하고 운동하기 시작한다.
결국 한 여인이 아기 아들과 얼굴에 두건을 두른 채 수도원에 온다. 그녀는 아들을 두고 밤에 도망치지만, 얼어붙은 호수를 가로질러 뛰다가 승려가 판 얼음 구멍에 실수로 빠진다. 다음 날 그녀의 시신을 발견한 그는 그녀의 얼굴을 보기 위해 물에서 그녀를 꺼내지만, 화면에서는 계속 가려져 있다. 대신, 다음 장면에서는 스카프가 얼음 위에 펼쳐져 있고 조각된 돌 부처 머리가 그 위에 놓여 있다.
마침내 오랜 자기 수련을 마친 그는 불교의 윤회(Bhavacakra), 즉 삶과 재생의 수레바퀴를 상징하는 수도원의 크고 둥근 숫돌을 자신의 몸에 묶는다. 그는 수도원에서 미래의 부처인 미륵의 상을 가져와 주변 산 중 가장 높은 봉우리에 오른다. 돌 수레바퀴를 뒤에 끌고 상을 들기 위해 고군분투하며 오르면서, 그는 자신이 괴롭혔던 물고기, 개구리, 뱀을 되돌아본다. 정상에 도달하여 기도하고, 호수 저 멀리 있는 수도원을 내려다보며 둥근 숫돌 위에 상을 놓아둔다.

### ...그리고 봄
다시 봄이 오면 순환이 재개된다. 새 주지는 버려진 아기를 데리고 수도원에 살며, 아기는 이제 어린 소년이자 그의 제자이다. 소년은 수도원 앞에서 거북이를 괴롭히는 모습이 나오는데, 거북이는 불길하게도 장수의 전통적인 상징이자 미래를 예고한다. 소년은 스승이 어린 시절에 그랬던 바위 언덕을 헤매며 물고기, 개구리, 뱀의 입에 돌을 억지로 집어넣어 전임자의 행동을 따라 한다(이 마지막 장면들은 미국 개봉판에서는 삭제되었다). 마지막 장면은 산 정상에 있는 불상이 호수를 내려다보는 모습을 보여준다.

## 캐스팅
- 오영수 : 노스님 역
- 김기덕 : 장년승 역
- 김영민 : 청년승 역
- 서재경 : 소년승 역
- 차수아 : 소녀 역
- 김종호 : 동자승 역
- 김정영 : 소녀 모 역
- 지대한 : 지 형사 역
- 최민 : 최 형사 역
- 박지아 : 아기엄마 역
- 송민영 : 아기 역

## 수상
- 2004년 제41회 대종상 영화제 최우수작품상: LJ필름
- 2003년 제11회 이천춘사대상영화제 기획제작상: 이승재, 미술상: 오상만
- 2003년 제24회 청룡영화상 작품상: 김기덕, 기술상: 오상만(세트)